# Wonder Girls
Wonder Girls (hangul: 원더걸스) – południowokoreański girlsband utworzony przez wytwórnię JYP Entertainment. Grupa zadebiutowała w lutym 2007 roku singlem „Irony” i składała się z pięciu członkiń: Yeeun, Sunye, Sunmi, Hyuna i Sohee. Po odejściu Hyuny w lipcu do grupy dołączyła Yubin przed premierą ich debiutanckiego albumu studyjnego The Wonder Years (2007). Album wydał przebój „Tell Me”, który zdobył pierwsze miejsce na różnych południowokoreańskich listach muzycznych zarówno w wersji online, jak i offline.
Wonder Girls ugruntowały swoją pozycję jednej z najlepszych dziewczęcych grup w kraju dzięki przebojom „So Hot” i „Nobody”, wydanym w 2008 roku. Po wydaniu jako singiel w Stanach Zjednoczonych w 2009 roku, „Nobody” zadebiutowało na 76. miejscu listy Billboard Hot 100, czyniąc z Wonder Girls pierwszy zespół z Korei Południowej, który pojawił się na tej liście. W tym samym roku grupa rozpoczęła podbój amerykańskiego rynku muzycznego jako support podczas trasy koncertowej Jonas Brothers, wykonując angielskie wersje swoich piosenek.
W 2010 roku Sunmi opuściła grupę, aby podążać za karierą akademicką, a zastąpiła ją Hyerim przed premierą koreańskiej i amerykańskiej wersji singla „2 Different Tears”. Ich drugi album studyjny, Wonder World (2011), przyniósł im sukces singla „Be My Baby”. W 2012 roku Wonder Girls wystąpiły w filmie TeenNick zatytułowanym The Wonder Girls i wydały trzy ostatnie single jako piątka, w tym „Like This” i „Like Money”, zanim udały się na 3-letnią przerwę. W 2015 roku ogłoszono, że Sunye i Sohee zdecydowały się opuścić grupę, podczas gdy Sunmi wznowi promocję z pozostałymi członkami. Czteroosobowy skład przyjął koncept zespołu muzycznego dla swojego uznawanego za przełomowy trzeciego i ostatniego albumu studyjnego, Reboot (2015), oraz hitowego singla z 2016 roku, „Why So Lonely”, który zajął pierwsze miejsce na listach przebojów.
Wonder Girls są również znane jako „Retro Królowe Korei Południowej”, ponieważ ich muzyka zawiera elementy lat 60., 70. i 80. W 2017 roku Billboard umieścił Wonder Girls na 3. miejscu na liście „10 najlepszych k-popowych girlsbandów ostatniej dekady”. Grupa oficjalnie rozwiązała się 26 stycznia 2017 roku po nieudanych negocjacjach odnowienia kontraktu z niektórymi członkami. 10 lutego 2017 roku wydały swój rocznicowy (z okazji 10. rocznicy) i zarazem ostatni singiel „Draw Me”.

## Historia

### 2006–2007:MTV Wonder Girls, debiut i zmiany w składzie

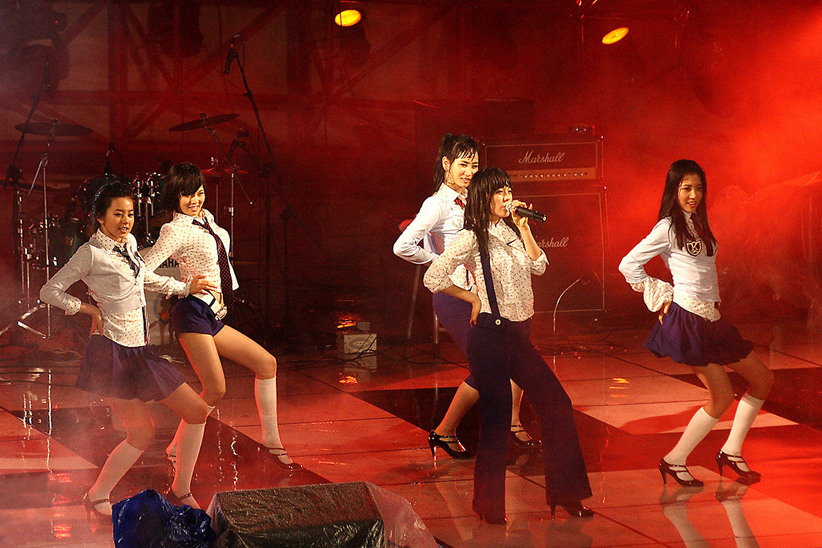
Wonder Girls wykonujące utwór „Irony” na Uniwersytecie Hanyang w marcu 2007 roku. Od lewej do prawej: Sohee, Hyuna, Yeeun, Sunye i Sunmi.

Po tym jak Park Jin-young ujawnił nazwę swojego pierwszego girlsbandu Wonder Girls w maju 2006 roku, członkinie grupy zostały przedstawione w programie telewizyjnym o tytule MTV Wonder Girls.  Pierwsze cztery odcinki przedstawiały charakterystykę i profile każdej z członkiń. Krótko po wybraniu Yeeun jako piątej członkini, Wonder Girls zorganizowały swoje pierwsze show case w studiu MTV. Wykonały cover utworu „Don't Cha” grupy Pussycat Dolls, a także swoje własne piosenki, takie jak „Irony” i „ 미안한 마음 " ("It's Not Love"). Sunye zaśpiewała utwór „Stand Up for Love” Destiny's Child, podczas gdy Hyuna zaprezentowała swoje umiejętności taneczne. Pozostałe trzy członkinie, Yeeun, Sunmi i Sohee, wykonały cover utworu „Together Again” Janet Jackson.
Wonder Girls oficjalnie zadebiutowały na początku 2007 roku w programie MBC Show! Music Core, wykonując utwór „Irony”, hip-hopowy singiel z ich debiutanckiego minialbumu The Wonder Begins. Album sprzedał się w liczbie 11 454 egzemplarzy w 2007 roku. Grupa zorganizowała kilka pokazów w Chinach po otrzymaniu lekcji języka chińskiego. Jednak w połowie 2007 roku członkinie Wonder Girls doświadczyły różnych kontuzji i problemów zdrowotnych. 25 czerwca Sohee przez miesiąc musiała zrezygnować z aktywności scenicznej po zerwaniu więzadła kolanowego w wyniku upadku z poruszającego się motocykla podczas kręcenia filmu 뜨거운 것이 좋아 ( I Like It Hot ).
Pozostałe cztery członkinie kontynuowały występy aż do końca lipca, kiedy to Hyuna została wycofana z grupy ze względu na problemy z przewlekłym zapaleniem żołądka i omdleniami. W sierpniu 2007 roku agencja talentów Good Entertainment wysłała swoją stażystę, Yubin, do JYP Entertainment jako zastępstwo dla Hyuny. Trzy dni później zadebiutowała ona w grupie podczas występu na żywo z utworem „Tell Me” w programie Music Bank.
Następnego tygodnia po dodaniu Yubin do składu, zespół wydał swój pierwszy album studyjny, zatytułowany The Wonder Years, z utworem „Tell Me” jako głównym singlem. Ze względu na ostatnią chwilę dodania Yubin, jej partia nie znalazła się na albumowej wersji utworu. Jednak wersja wykonawcza piosenki została przerobiona, aby zawierała dodatkowy fragment rapowany przez Yubin. Singiel odniósł duży sukces i zdobył pierwsze miejsce na różnych koreańskich listach muzycznych telewizji i internetowych, w tym na liście Music Bank KBS. Piosenka stała się również numerem jeden w Tajlandii. Choreografia do utworu była prosta i szeroko imitowana: do października wiele fanowskich występów z tańcem pojawiło się na serwisach udostępniania wideo, takich jak YouTube i Daum, w tym także występ grupy policjantów, którzy ostatecznie zostali zaprezentowani w programie Star King stacji SBS. Popularność tańca stała się szeroko znana jako „Tell Me Virus”. Wonder Girls miały intensywny harmonogram promocji swojego albumu, a pod koniec 2007 roku rozpoczęły wykonywanie swojego drugiego singla, „이 바보” („This Fool”). MTV również rozpoczęło emisję programu The Wonder Life, reality show z udziałem dziewcząt.

### 2008: Przełom
W lutym 2008 roku Wonder Girls dołączyły do swojego producenta Park Jin-younga jako specjalni goście w jego miesięcznej trasie koncertowej po Korei i Stanach Zjednoczonych, gdzie nakręcono teledysk do utworu „Wishing on a Star” podczas pobytu w Nowym Jorku. Singel „So Hot” został wydany 22 maja 2008 roku. Piosenka wkrótce znalazła się na szczycie internetowych list przebojów. W połowie 2008 roku wystąpiły w programie MBC Show! Music Core, wykonując utwory „So Hot” i „This Time”. Z powodu kontuzji strun głosowych, Yubin tymczasowo odtwarzała swoje partie ustami zgodnie z zaleceniami lekarza.

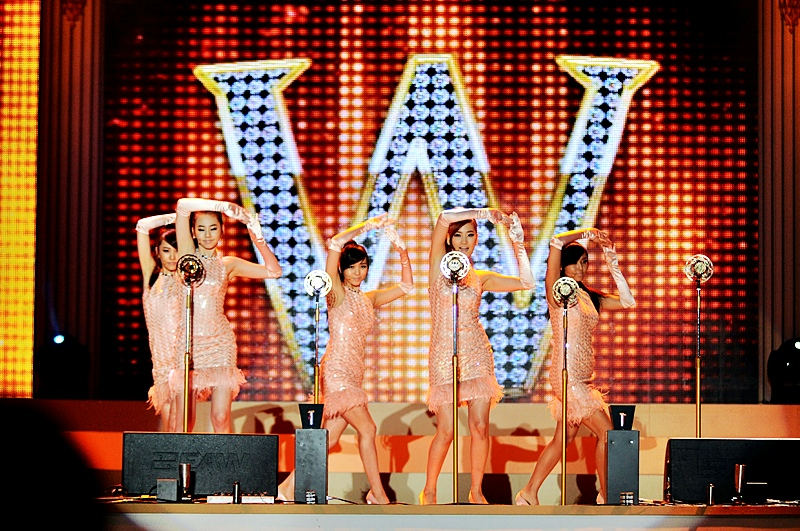
Wonder Girls wykonujące utwór „Nobody” podczas ceremonii otwarcia BICHE w październiku 2008 roku. Od lewej do prawej: Sunmi, Sohee, Sunye, Yeeun i Yubin.

22 września 2008 roku zespół wydał singiel „Nobody”. Wystąpiły w następny weekend w programach Show! Music Core, Music Bank i Inkigayo. Piosenka zdobyła pierwsze miejsce na liście Music Bank KBS, utrzymując się na szczycie przez cztery kolejne tygodnie, a także zdobyła nagrodę „Song of the Month” w serwisie Cyworld we wrześniu i październiku 2008 roku. Podobnie jak „Tell Me”, „Nobody” również wywołał szał taneczny.
Podczas gali wręczenia nagród gali Mnet KM Music Festival w 2008 roku, Wonder Girls otrzymały trzy nagrody: nagrodę „Piosenka roku” za utwór „Nobody”, „Najlepszy teledysk” za „Nobody” oraz „Najlepsza grupa żeńska”. Grupa zdobyła także nagrodę na 2008 Golden Disk Awards za wysokie wyniki sprzedaży cyfrowej. Na 18. ceremonii wręczenia nagród Seoul Music Awards, Wonder Girls zdobyły nagrodę Daesang („Artysta Roku”), najwyższą nagrodę przyznaną za „Nobody”, oprócz dwóch innych nagród.
W październiku 2008 roku Wonder Girls podpisały kontrakt z agencją Creative Artists Agency (CAA). Do końca 2008 roku jako grupa zarobiły 12 miliardów wonów (9 milionów dolarów amerykańskich).

### 2009–2010: Koncentracja na działalności międzynarodowej, trasach koncertowych i zmianach w składzie

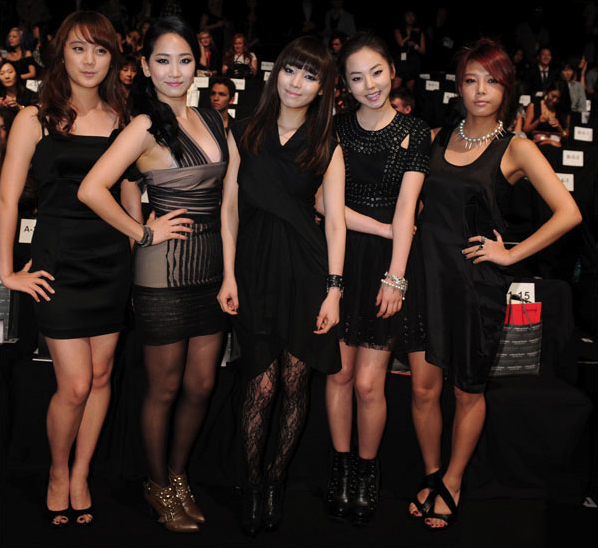
Wonder Girls na pokazie mody Concept Korea w Nowym Jorku, 8 września 2010 roku.

Trasa koncertowa Wonder Girls rozpoczęła się 28 lutego 2009 roku w Bangkoku, Tajlandii. Wraz ze swoim mentorem, JYP, odbyli koncerty w całych Stanach Zjednoczonych. Następnie grupa powróciła do Korei Południowej, gdzie w końcu marca wystąpiła w koncertach w Seulu i Busan. Ta trasa została udokumentowana w reality show Mnet Welcome to Wonderland. Po zakończeniu trasy Wonder Girls zadebiutowały teledyskiem do utworu „Now”, który był coverem singla Fin.K.L.
W marcu 2009 roku Wonder Girls potwierdziły, że grupa rozpocznie karierę muzyczną w języku angielskim w Stanach Zjednoczonych, oficjalnie wydając angielską wersję utworu „Nobody” latem 2009 roku. Później ogłoszono, że wydanie to będzie poprzedzone angielską wersją utworu „Tell Me” i że wkrótce ukaże się anglojęzyczny album. W czerwcu 2009 roku JYP Entertainment ogłosiło, że Wonder Girls dołączą do Jonas Brothers na północnoamerykańskiej części trasy koncertowej Jonas Brothers World Tour 2009. Aby skoncentrować się na debiucie w Ameryce, zarówno Sohee, jak i Sunmi zrezygnowały z liceum. Angielska wersja utworu „Nobody” została wydana 26 czerwca 2009 roku, dzień przed rozpoczęciem trasy koncertowej z Jonas Brothers. Początkowo Wonder Girls miały zaplanowane 13 koncertów w Stanach Zjednoczonych, ale ostatecznie otrzymały możliwość dołączenia do Jonas Brothers na łącznie 45 koncertów. „Nobody” zadebiutowało na liście Billboard Hot 100 w październiku 2009 roku, stając się pierwszą koreańską grupą, która znalazła się na tej liście. Utwór ten również zdobył szczyty list przebojów w Tajwanie i Hongkongu.
22 stycznia 2010 roku JYP ogłosił, że Sunmi będzie odkładać karierę muzyczną, aby skupić się na studiach, a jej miejsce zajmie Hyerim, stażystka JYP. Sunmi nadal pracowała jako członkini Wonder Girls do lutego, aby zrealizować zaplanowane wydarzenia. Odejście Sunmi wprowadziło zamieszanie w plany grupy dotyczące ich działań w Stanach Zjednoczonych. Wonder Girls przygotowywały anglojęzyczny album, składający się z sześciu utworów: anglojęzycznych wersji ich koreańskich singli oraz nowego materiału. Pierwotnie planowano wydanie albumu w lutym 2010 roku. Grupa planowała również trasę koncertową w styczniu 2010 roku. Jednak z powodu odejścia Sunmi plany dotyczące trasy zostały opóźnione, a album ostatecznie został anulowany.
5 kwietnia 2010 roku Wonder Girls ogłosiły trasę koncertową po Stanach Zjednoczonych i Kanadzie, zatytułowaną „The Wonder World Tour”, która obejmowała dziewięć wspólnych koncertów z innymi artystami z wytwórni, 2PM, we współpracy z Live Nation. Trasa składała się z kombinacji anglojęzycznych i koreańskich wersji ich hitów, coverów popularnych utworów anglojęzycznych oraz nowych piosenek z nadchodzącego albumu. Pierwsza część trasy rozpoczęła się 4 czerwca 2010 roku w Waszyngtonie. Trasa została ostatecznie rozszerzona o kolejną część, w której grupa 2AM, będąca również członkiem wytwórni, otwierała koncerty w wybranych terminach.
Wonder Girls kontynuowały swoje ogłoszenie o trasie koncertowej prezentując najnowszy minialbum zatytułowany 2 Different Tears. Tytułowy utwór został nagrany w trzech wersjach językowych: chińskiej, koreańskiej i angielskiej. Teledysk do „2 Different Tears” miał swoją premierę na YouTube 15 maja 2010 roku; został nakręcony w prowincji Gyeonggi-do w Korei Południowej. W teledysku wystąpili Park Jin-young oraz koreańsko-amerykański komik Bobby Lee. Minialbum został wydany tego samego dnia.

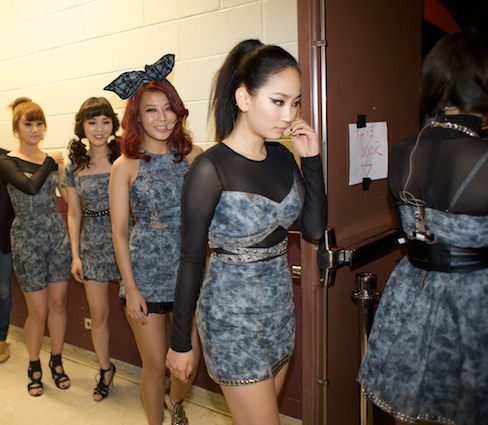
Wonder Girls za kulisami w Nowym Jorku w październiku 2010 roku.

Między 15 a 31 maja 2010 roku Wonder Girls powróciły do Korei Południowej, aby promować koreańską wersję utworu „2 Different Tears”. 22 maja 2010 roku pojawiły się w programie Mnet M! Countdown. 27 maja Wonder Girls zdobyły swoją pierwszą nagrodę za „2 Different Tears” w  M! Countdown. Grupa zakończyła ostatni tydzień swojej promocji w Korei Południowej występem w programie Music Core MBC 29 maja 2010 roku. W ciągu tych dwóch tygodni Wonder Girls pojawiły się również w kilku koreańskich programach rozrywkowych i talk-show, w tym KBS Win Win i Happy Together, a także SBS Family Outing 2 i MBC Come to Play.
29 lipca MTV Korea miało premierę 4. sezonu programu Wonder Girls, który przedstawiał codzienne życie Wonder Girls w Stanach Zjednoczonych, takie jak życie w ich domu i studio w Nowym Jorku, oraz przygotowania do MTV World Stage Live in Malaysia 2010. MTV World Stage Live in Malaysia 2010 odbyło się na plaży Sunway Lagoon Surf Beach 31 lipca, a transmisja programu odbyła się 21 sierpnia na MTV Asia. 30 lipca Mnet miało premierę nowego programu Made in Wonder Girls, który zabierał widzów za kulisami pierwszej amerykańskiej trasy koncertowej grupy oraz ich promocji w Singapurze i Indonezji. 3 sierpnia Wonder Girls wystąpiły na festiwalu muzycznym SINGfest 2010 w parku Fort Canning w Singapurze.

### 2011–2012:Wonder Worldi dalsze międzynarodowe przedsięwzięcia

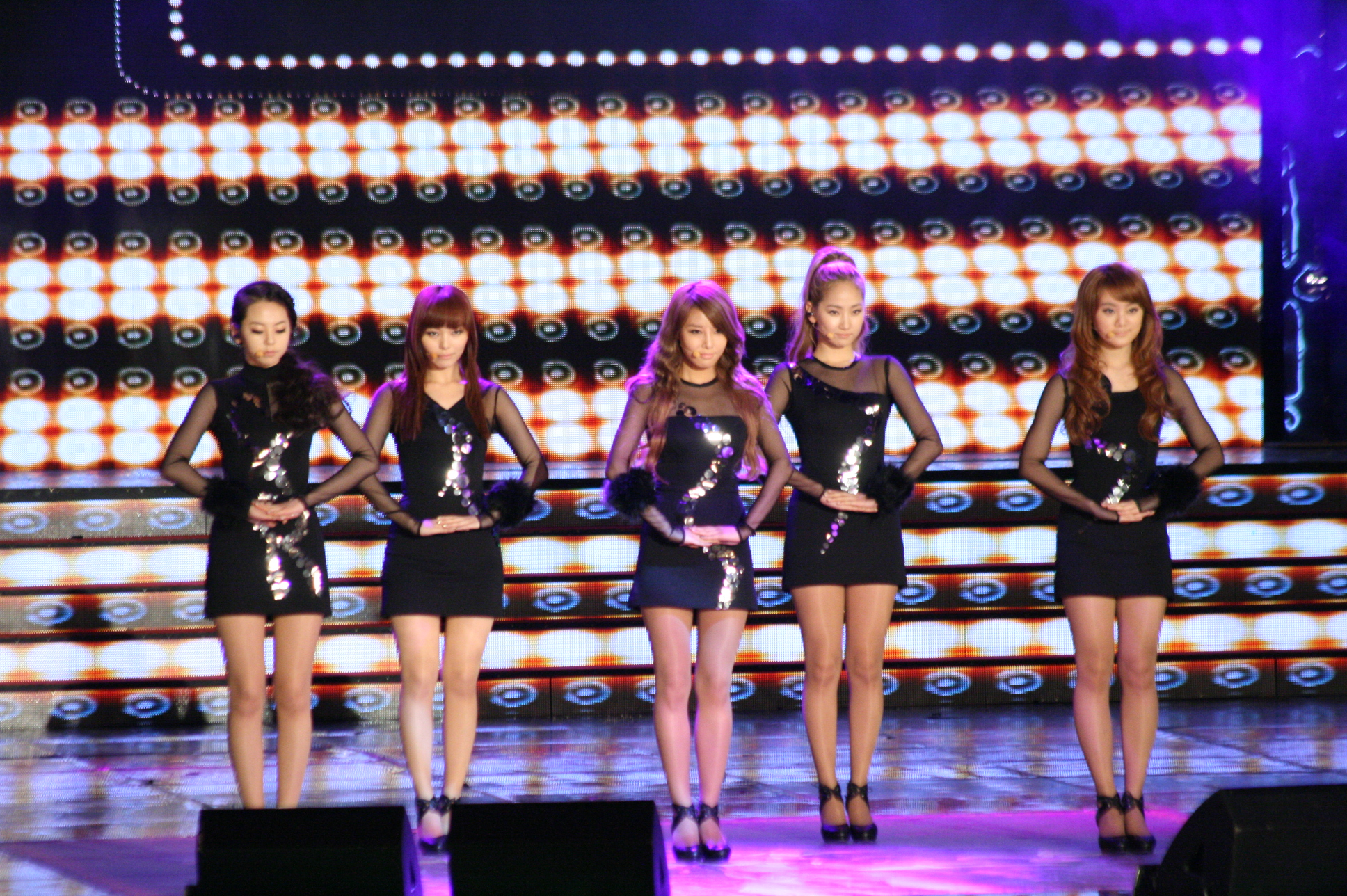
Wonder Girls wykonujące utwór „Be My Baby” na gali Korea Entertainment Awards w 2011 roku. Od lewej do prawej: Sohee, Sunye, Yubin, Yeeun, Hyerim.

W styczniu 2011 roku ujawniono więcej informacji na temat anglojęzycznego albumu. Park Jin-young, CEO JYP Entertainment, zasugerował na swoim koncie Twitter, że napisał nową piosenkę dla grupy podczas nagrywania serialu Dream High, a później wspomniał, że inni producenci byli zaangażowani w produkcję albumu. Rainstone z JYP Entertainment powiedział, że oczekuje się, że album będzie zawierał od sześciu do siedmiu utworów. Producent Rodney "Darkchild" Jerkins oraz nominowany do nagrody Grammy piosenkarz i autor piosenek Claude Kelly zostali ujawnieni jako uczestnicy albumu, a album miał zostać wydany przez jedną z trzech głównych wytwórni w Ameryce.
30 czerwca na oficjalnej stronie internetowej zespołu ogłoszono, że dziewczyny zostały zaproszone do występu na ceremonii zamknięcia Specjalnych Igrzysk Olimpijskich 2011 w Atenach, w Grecji. Wykonały tradycyjną koreańską piosenkę ludową „Airang”, a także „Nobody” w wersji angielskiej i „Tell Me” w wersji koreańskiej. 5 sierpnia Wonder Girls pojawiły się w programie Mashup Monday na stronie Billboard.com, wykonując własną aranżację utworu „Nothin' on You” B.o.B i Bruno Marsa. 9 października 2011 roku przedstawiciel zespołu ujawnił: „Album [anglojęzyczny] zostanie wyprodukowany w formacie ścieżki dźwiękowej do filmu. Będziemy planować naszą koncepcję wokół charakteru utworu, więc zamiast stylu retro, czujemy, że będzie to bardziej muzyka pop. Wonder Girls z pewnością zaprezentują nowy wizerunek, więc proszę czekać na to z niecierpliwością.”
23 października JYP ujawnił nowy plakat „RU Ready?”, wiszący na budynku ich wytwórni, z nową wersją logo Wonder Girls. Ogłoszono, że Wonder World będzie drugim albumem studyjnym grupy i został wydany 7 listopada 2011 roku wraz z singlem „Be My Baby”. Album zawierał większy udział członków grupy w pisaniu tekstów i produkcji. Promocje Wonder World rozpoczęły się od występu w Music Bank 11 listopada i trwały do stycznia 2012 roku.

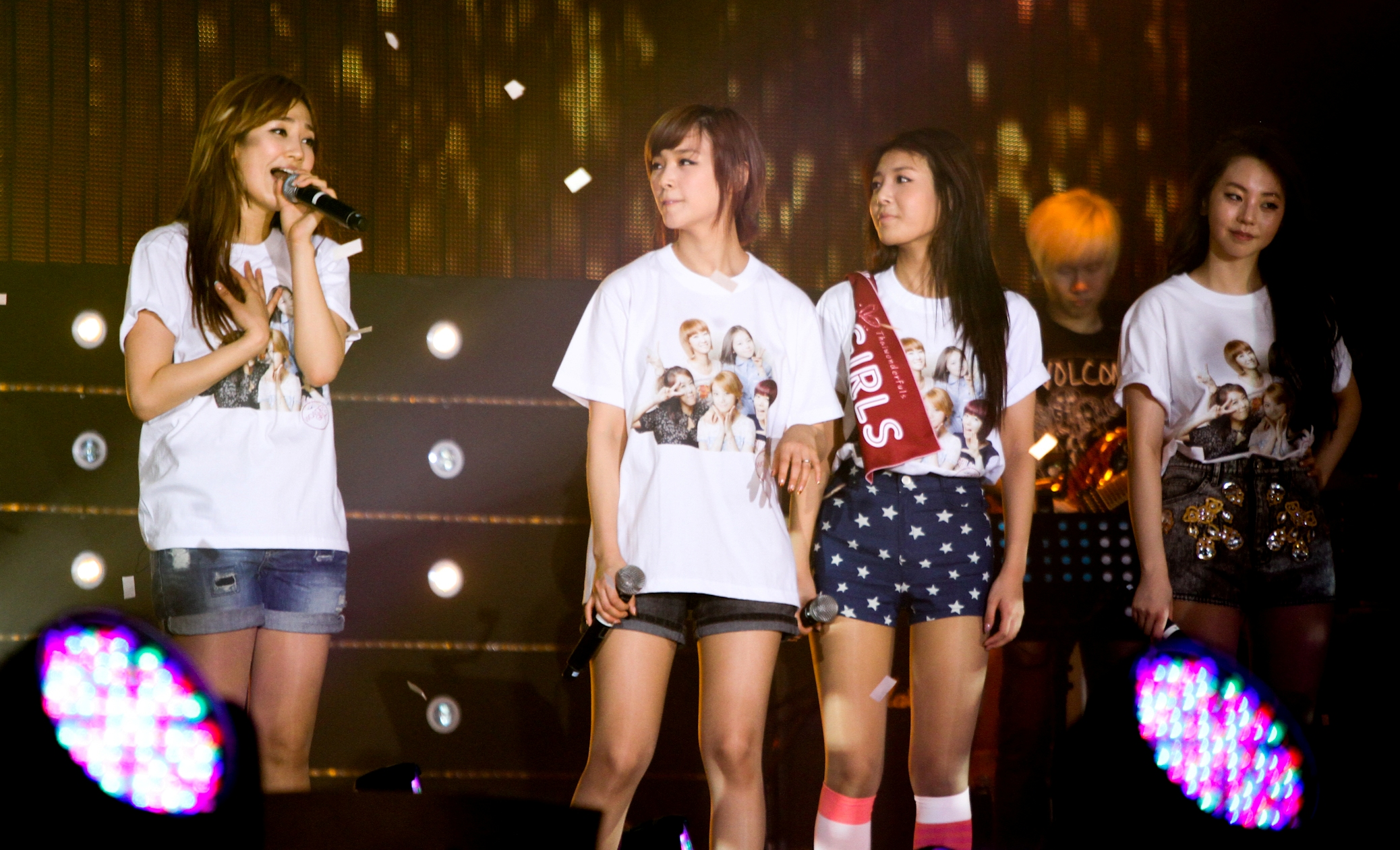
Wonder Girls występujące podczas Wonder World Tour w Singapurze 8 września 2012 roku.

Grupa powróciła do aktywności w Stanach Zjednoczonych wczesnym 2012 roku za sprawą filmu telewizyjnego The Wonder Girls.. Anglojęzyczny utwór „The DJ Is Mine”, nagrany we współpracy z School Gyrls, został wydany jako promocyjny singel powiązany z filmem 11 stycznia. „The DJ Is Mine” dotarło na pierwsze miejsce na wielu koreańskich listach przebojów. Premiera filmu odbyła się 2 lutego na kanale TeenNick i zawierał on wówczas niepublikowaną jeszcze piosenkę w języku angielskim „Like Money”. Po premierze filmu grupa otrzymała propozycje od głównych amerykańskich stacji telewizyjnych i prowadziła rozmowy dotyczące pełnej promocji i działalności w Stanach Zjednoczonych związanych z ich debiutanckim anglojęzycznym albumem. Dwunastoutworowy album został ukończony i planowano jego wydanie na lato 2012 roku.
W czerwcu 2012 roku grupa powróciła do aktywności w Korei. Zespół wydał swój minialbum Wonder Party 3 czerwca 2012 roku. Główny singel z albumu, „ Like This ”, miał premierę tego samego dnia. W połowie czerwca ogłoszono, że grupa zadebiutuje w Japonii pod szyldem wytwórni DefStar Records, wydając japońskojęzyczną wersję utworu „Nobody”. Singel nosił tytuł „Nobody for Everybody” i został wydany 25 lipca.
10 lipca 2012 roku została wydana nowa wersja utworu „Like Money”, w którym gościnnie wystąpił Akon, jako singel w Stanach Zjednoczonych, co okazało się ich ostatnim wydawnictwem w pełni anglojęzycznym jako grupy. Na początku września 2012 roku grupa wykonała trzy nowe utwory z ich nadchodzącego albumu anglojęzycznego podczas koncertu iHeartRadio. 29 października 2012 roku Wonder Girls wzięły udział w wspólnym wywiadzie z Nickiem Cannonem, w którym omawiano wydanie ich albumu anglojęzycznego oraz nowy program prezentujący Wonder Girls jako spin-off z ich pierwotnego filmu. 14 listopada Wonder Girls wydały w Japonii album kompilacyjny Wonder Best, który zawierał nowy utwór, zaktualizowane wersje starszych hitów i japońskie wersje ich piosenek.

### 2013–2014: Przerwa w działalności grupy
Sunye ogłosiła w listopadzie 2012 roku, że wyjdzie za mąż w styczniu 2013 roku; JYP ogłosiło, że grupa robi sobie przerwę. Wonder Girls ostatni raz wystąpiły przed przerwą na Zimowych Specjalnych Igrzyskach Olimpijskich w Pyeongchang, w Korei Południowej, 5 lutego 2013 roku. Ze względu na przerwę, plany dotyczące anglojęzycznego albumu, anglojęzycznego serialu telewizyjnego oraz wszelkich przyszłych promocji w Stanach Zjednoczonych zostały całkowicie porzucone.
Sunye urodziła córkę w październiku 2013 roku. JYP Entertainment oświadczyło, że Sunye pozostanie członkinią grupy pomimo jej nieaktywnego statusu. W grudniu 2013 roku Sohee opuściła JYP Entertainment i podpisała kontrakt z KeyEast Entertainment, aby skupić się na karierze aktorskiej.
W sierpniu 2013 roku była członkini Sunmi zadebiutowała jako artystka solowa, wydając singel „24 Hours”. W następnym roku wydała swój debiutancki minialbum zatytułowany Full Moon. 23 lipca 2014 roku ogłoszono, że Yeeun zadebiutuje jako artystka solowa pod pseudonimem Ha: tfelt (połączenie wymowy słów „Hot” i „Heartfelt”). Jej debiutancki minialbum Me? został wydany 31 lipca 2014 roku.

### 2015: Zmiany w składzie i powrót zReboot

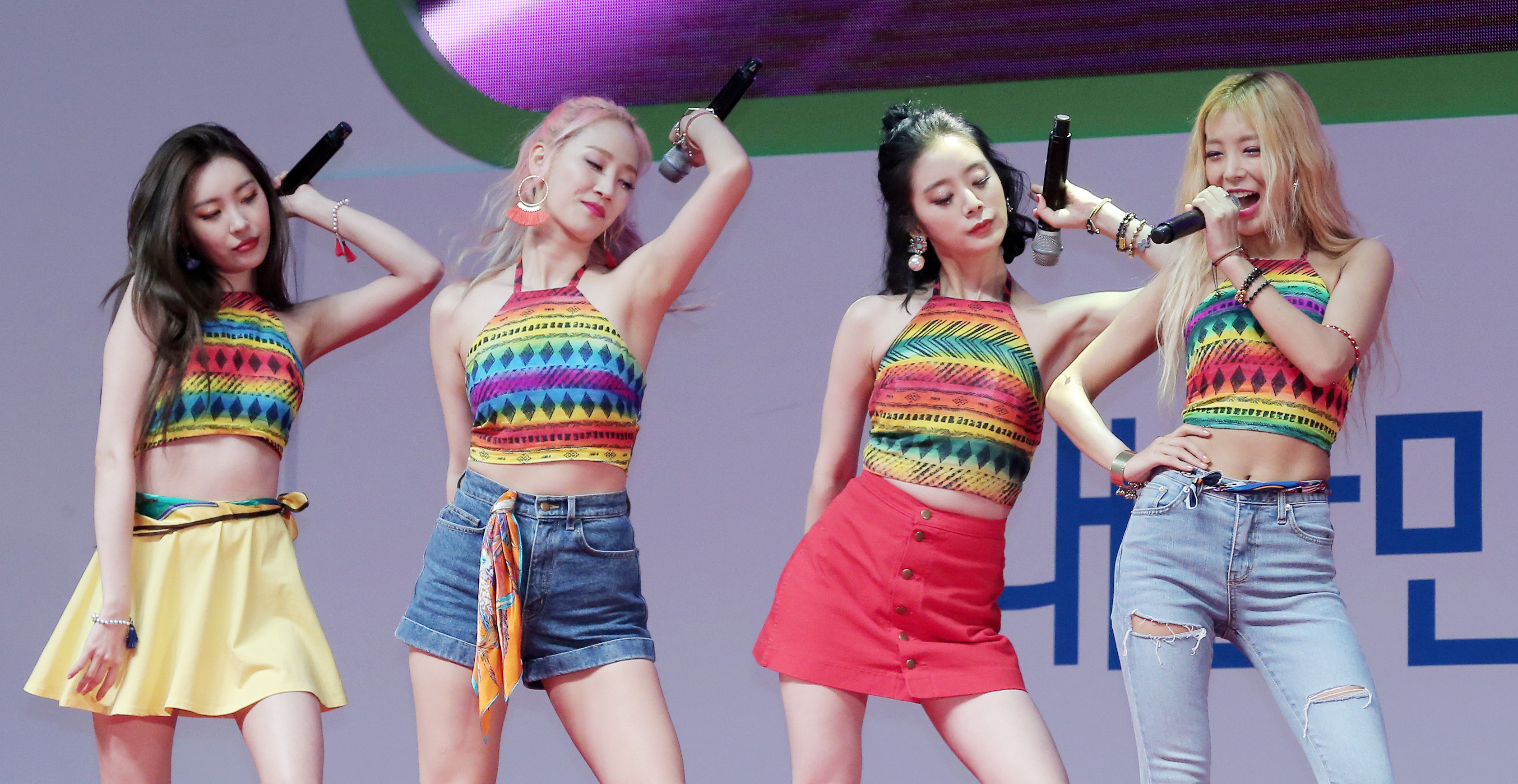
Wonder Girls występujące na ceremonii inauguracji południowokoreańskiej drużyny olimpijskiej w lipcu 2016 roku.

24 czerwca 2015 roku JYP Entertainment ogłosiło, że Wonder Girls powracają po trzy latach przerwy. Sunye, która była nieaktywnym członkiem grupy od początku 2013 roku, oficjalnie ogłosiła swoje odejście z grupy w lipcu 2015 roku. Przedstawiciel agencji potwierdził, że była członkini Sunmi dołączy ponownie do grupy po raz pierwszy od swojego odejścia w 2010 roku. Grupa wydała album Reboot 3 sierpnia. „I Feel You” zostało wydane jako główny singel z albumu 2 sierpnia. Zamiast być tylko zespołem tanecznym, Wonder Girls powróciły jako czteroosobowy zespół, gdzie każda członkini gra na instrumencie: Yubin (perkusja), Yeeun (keyboard), Hyerim (gitara) i Sunmi (bas). Ich comeback był oparty na retro brzmieniu lat 80., które można usłyszeć na całym albumie, podobnie jak w niektórych z ich wcześniejszych wydawnictw. Każda członkini brała udział w komponowaniu i produkcji albumu. AAlbum odniósł sukces komercyjny, zajmując piąte miejsce na liście Gaon Albums Chart i drugie miejsce na liście Billboard World Albums.
W dniu 2 października ogłoszono, że Wonder Girls będą prowadzić odcinek programu Saturday Night Live Korea. Wykonały utwory „I Feel You”, „Nobody” i „Tell Me”.27 grudnia wystąpili na SBS Gayo Daejeon, a 31 grudnia na 2015 MBC Gayo Daejejeon. Album Reboot zzajął pierwsze miejsce na liście 10 najlepszych albumów K-Pop 2015 magazynu Billboard oraz 18. miejsce na liście 20 najlepszych albumów 2015 r.oku magazynu FuseTV.

### 2016–2017:Why So Lonelyi rozpad
18 czerwca 2016 roku grupa wydała utwór „To the Beautiful You” jako limitowany singel promocyjny. 5 lipca Wonder Girls wydały utwór „Why So Lonely”, wraz z dodatkowymi utworami „To the Beautiful You” i „Sweet & Easy” jako singel CD i cyfrowy singel. Singel odniósł sukces komercyjny w Korei Południowej, a pobrania cyfrowe zdobyły pierwsze miejsce na liście Gaon Digital Chart. 12 lipca grupa po raz pierwszy wykonała wersję taneczną utworu „Why So Lonely” podczas programu SBS MTV The Show, zdobywając nagrodę dla zwycięzcy tygodnia. Było to ich pierwsze zwycięstwo w programie muzycznym od wydania utworu „Like This” w 2012 roku. Grupa wykonała również piosenkę podczas ceremonii inauguracji południowokoreańskiej drużyny olimpijskiej. Do końca roku „Why So Lonely” osiągnęło niemal 1 124 000 sprzedanych kopii cyfrowych i zostało sklasyfikowane jako 26. najlepiej sprzedający się utwór w kraju w 2016 roku.
26 stycznia 2017 roku JYP Entertainment ogłosiło, że zespół Wonder Girls rozpada się. Jedynie Yubin i Hyerim zdecydowały się przedłużyć swoje kontrakty, podczas gdy Yeeun i Sunmi zdecydowały opuścić firmę. Grupa wydała swój ostatni singiel „Draw Me” 10 lutego, który jednocześnie stanowił świętowanie ich 10. rocznicy od debiutu.

## Członkinie
Grupa składała się z pięciu członkiń w czasie swojego debiutu w 2007 roku: Sunye, Sohee, Hyuna, Sunmi i Yeeun. Wkrótce potem, w tym samym roku, Hyuna opuściła zespół z powodu problemów ze zdrowiem, co skutkowało dodaniem Yubin jako jej zastępstwa. W 2010 roku Sunmi opuściła grupę, aby kontynuować karierę akademicką, a stażystka Hyerim została wybrana jako jej zastępstwo. Na początku 2013 roku, po ślubie, Sunye została nieaktywną członkinią. Sohee odeszła z grupy pod koniec 2013 roku po wygaśnięciu jej kontraktu z JYP Entertainment. Sunye ogłosiła swoje odejście z grupy w lipcu 2015 roku, wraz z oficjalnym oświadczeniem Sohee. W czasie powrotu grupy w 2015 roku, Sunmi wróciła do zespołu i pozostała członkinią wraz z Yeeun, Yubin i Hyerim; Wonder Girls pozostawały czteroosobowym zespołem do swojego rozwiązania w 2017 roku.
Końcowe członkinie
- Yubin - raperka, wokalistka, perkusja[76] (2007–17)
- Yeeun - liderka, wokalistka, keyboard[76] (2007–17)
- Sunmi - tancerka, wokalistka, gitara basowa[76] (2007–10; 2015–17)
- Hyerim - raperka, wokalistka, gitara[76] (2010–17)

Byłe członkinie
- Hyuna – raperka, tancerka, wokalistka (2007)
- Sohee - tancerka, wokalistka (2007–13)
- Sunye - liderka, wokalistka, tancerka (2007–15)

## Dyskografia
- The Wonder Years (2007)
- Wonder World (2011)
- Reboot (2015)

## Filmografia

### Filmy
| Tytuł              | Rok  | Rola  |
| ------------------ | ---- | ----- |
| The Last Godfather | 2010 | Cameo |
| The Wonder Girls   | 2012 |       |

### Telewizja
| Tytuł                 | Rok       | Uwagi                                                |
| --------------------- | --------- | ---------------------------------------------------- |
| MTV Wonder Girls      | 2006–2010 | Pierwszy reality show                                |
| Wonder Bakery         | 2008      | Drugie reality show                                  |
| Welcome to Wonderland | 2009      | Film dokumentalny Wonder Girls                       |
| Made in Wonder Girls  | 2010      | Trzecie reality show                                 |
| Star Life Theater     | 2011      | Reality show dokumentujący ich powrót z Wonder World |